# GMB 71
GMB 71은 노르웨이의 유일한 고속선 가르데르모 선에 사용되는 오슬로 시내와 오슬로 가르데르모엔 공항을 연결하는 전동차이다. 1997년부터 1998년까지 16편성이 ADtranz 스트뢰멘에서 생산되었다. 최고 시속 210km까지 낼 수 있다.
처음 생산될 때에는 3량 편성이었고, 당시 편성 중량은 158t, 편성장 82.3m이었으며, 편성 출력은 2645 kW이다. NSB 73 전동차와 비슷하며, 73 전동차와 마찬가지로 X2를 기반으로 한다. 생산 이후 크고작은 사고가 있었으며, 장애인을 위한 준비가 되어 있지 않다고 비판받았다. 2009년 이후 추가 중간 동력차가 생산되어 편성장과 출력이 증가하였다.

## 기술 사양
NSB 73 전동차와 마찬가지로 X2를 기반으로 한다. NSB 73 전동차와 많은 기술적 및 외관적인 면을 공유하며, 생산 당시에는 3량이었으며, 틸팅 기능이 설치되어 있지 않다. 73 전동차의 팬토그래프는 움직일 수 있으며, 가공 전차선이 항상 팬토그래프의 중앙에 오도록 한다. 71 전동차에는 이 기능이 없다.
각각 열차는 최고 3526 kW(생산 당시 2645 kW)까지 낼 수 있으며, 교류 15kV 16 2/3Hz에서 동작한다. 최고 4편성까지 중련 운행이 가능하며, 대개의 경우 단일 및 2편성까지만 중련 운행한다. BM-BMX-BMU-BFM 순서로 연결되며, 집전 장치는 BMU 차량에 설치되어 있다. BM/BFM 차량은 전장 27.9m, 중량 52t이며, BMU 차량은 전장 26.32m, 중량 54t이다. 편성 정원은 총 247명이다. 총 16편성 도입 가격은 14억 노르웨이 크로네이다.
제작하는 동안 차량 중량은 149t에서 170t까지 증가하였으며, 이를 158t으로 낮추기 위해서 장애인 편의 시설을 삭제하고 휠체어 리프트를 설치하였으나, 잘 작동하지 않았다. 문 주변 지역은 승강장과 높이 차이가 나지 않지만, 좌석으로 가려면 계단을 거쳐야 한다. 이 때문에 노르웨이 장애인 연맹에서는 장애인에 대한 편의 장치가 없는 추가 증차분을 주문하는 것을 비판하였다.
71 전동차는 최고 210 km/h까지 낼 수 있으며, 오슬로 센트랄 역부터 공항까지 20분 안에 갈 수 있는 속도이다. 더 빠른 속도를 내려면 차상 신호가 필수적이나, 노르웨이에는 아직까지 차상 신호가 도입되지 않았다. 편성 간을 분리하려면 차량 기지 내에서 작업을 진행해야 하므로, 고정 편성으로만 운행한다.

## 역사

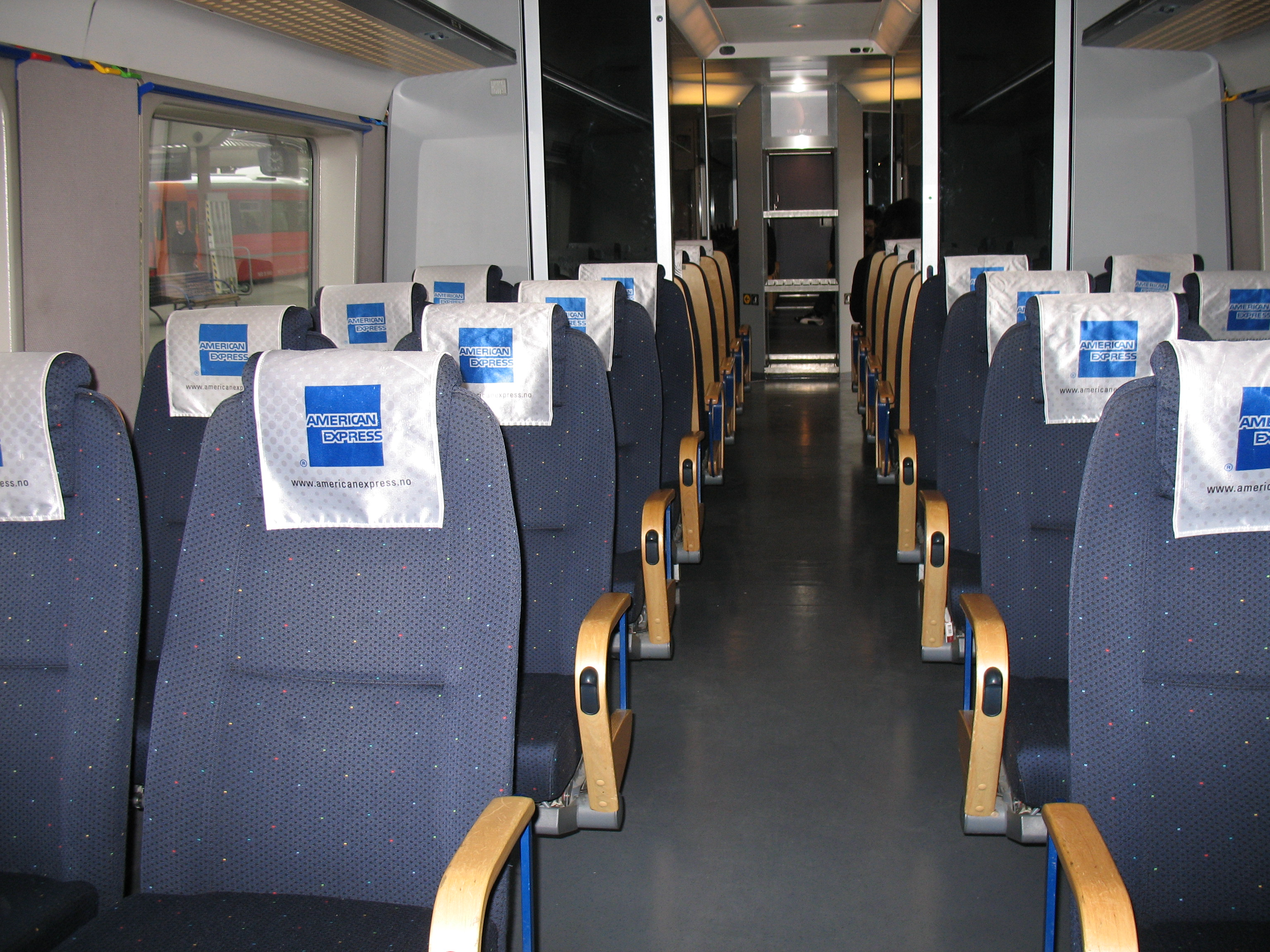
내장재

노르웨이 의회에서 오슬로 공항을 짓기로 가결했을 때, 오슬로 센트랄 역부터 공항까지의 고속 철도도 같이 짓기로 하였다. 이 노선은 NSB의 자회사 NSB 가르데르모바넨에서 건설 및 운영하기로 하였다. 운영을 위하여 총 16편성의 전동차가 필요하였다.
1993년 3월 12일 노르웨이 란스피오르 선에서 X2 시험 운행이 있었다. 공항 철도용 전동차는 1995년 2월 23일에 입찰을 시작하였으며, ABB, AEG, 피아트, 탈보트, 린케-호프만, 지멘스, 괴를리츠에서 입찰하였다. 1996년 쇠를란 선에서 X2 영업 운행을 잠시 진행하였다. ABB가 낙찰되어, 1997년 9월 19일 첫 차량이 반입되었고, 마지막 차량은 1998년 1월 30일 반입되었다. 마지막 차량은 73에 있는 틸팅 기능을 시험하기 위해서 틸팅 기능을 장착한 상태로 반입되었다. 이후 베르겐 선과 도브레 선에서 시험 운행을 한 다음 틸팅을 떼내고 공항 철도에 투입하였다.
2007년 플뤼토게 측에서는 모든 열차른 4량으로 증결한다는 계획을 밝혔다. 중간차가 반입되면 편성 정원이 247명으로 증가하며, 이를 통하여 연간 총 승객 수도 증가할 수 있다. 2008년부터 추가 중간차가 반입되었고, 2009년까지 제작이 진행되었다. 중간차 제작은 봄바디어에서 담당하였다. 중간차 생산 작업은 난이도가 높았다. 차량 생산 당시 사용하였던 구성품은 더 이상 생산되지 않는다. 차체와 정류기 같은 주요 부품은 봄바디어에서 중단시킨 생산 공정에서 다시 생산해야 했고, 내장재를 납품한 제조사는 대부분 폐업하였다. 추가 동력차는 BMX라 불리며, 스웨덴에 있는 봄바디어 공장에서 생산된 다음 노르웨이에서 시험 운행을 거쳤다. 이를 통하여 편성 출력과 정원이 모두 증가하였다.

## 사고
NSB 73 전동차가 노르웨이의 오래된 철도 노선을 통하여 산을 넘나들었기 때문에 악조건에 더 많이 노출되었으나, 71 전동차는 터널이 대부분인 새로운 노선으로 다니기 때문에 기후에 의한 문제는 더 적었다. 2000년 6월 17일 넬라우그 역에서 73 전동차가 차축 파손으로 탈선한 이후, 71 전동차는 다음날 바로 영업을 재개하였으나, 73 전동차는 1개월 동안 운행이 중지되었다. 2004년 1월 24일 베어링에 생긴 피로로 인하여 연기가 피어올라 1편성의 운행이 중단되었다. 이후 모든 편성의 베어링이 교체되었다.
1999년 예른반베르케트의 직원 1명이 열차와 충돌 사고로 사망하였다. 사고 원인은 열차 과속으로, 임시로 적용된 시속 80 km 제한을 모르고 시속 160km으로 운행하였다. 플뤼토게 측은 기관사에게 속도 제한을 알려 주지 않은 이유로 벌금을 물었다. 다른 사고는 대부분 자살 사고로, 사고 통계에 집계되지 않는다.
2000년과 2001년에는 공차 상태의 열차가 3회 탈선하였다. 한 번은 기술자가 졸다가 일어났고, 두 번은 정지 신호를 무시하여 일어났다. 2001년에 ATC를 설치한 이후 더 이상 이러한 사고가 발생하지 않았다.